# Yin Tiesheng
Yin Tiesheng (Jinan, 16 agosto 1956) è un allenatore di calcio ed ex calciatore cinese.

## Carriera
Ha cominciato la carriera da allenatore nel 1991, guidando le selezioni della Nazionale cinese Under-17, Under-20 e Nazionale maggiore.

## Palmarès

### Allenatore

#### Competizioni nazionali
- China League One: 1

Changchun Yatai: 2003
- China League Two: 1

Qingdao Hainiu: 2021